# پیز وال مورا
پیز وال مورا (به لاتین: Piz Val Müra) یک کوه در سوئیس است که در کانتون گراوبوندن واقع شده‌است. پیز وال مورا ۳٬۱۶۲ متر بالاتر از سطح دریا واقع شده‌است.